# Enskedestationen

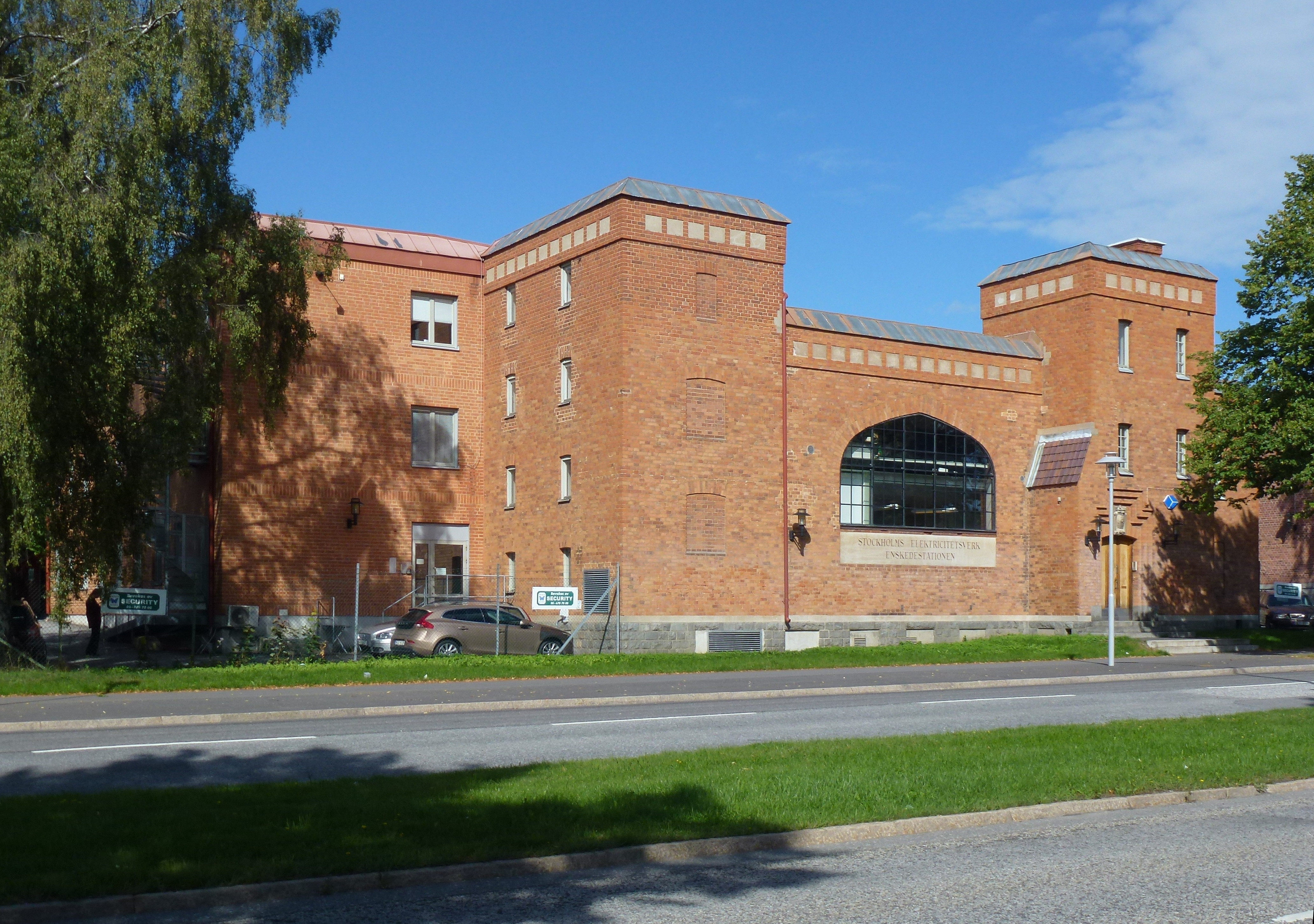
Enskedestationen 2014.

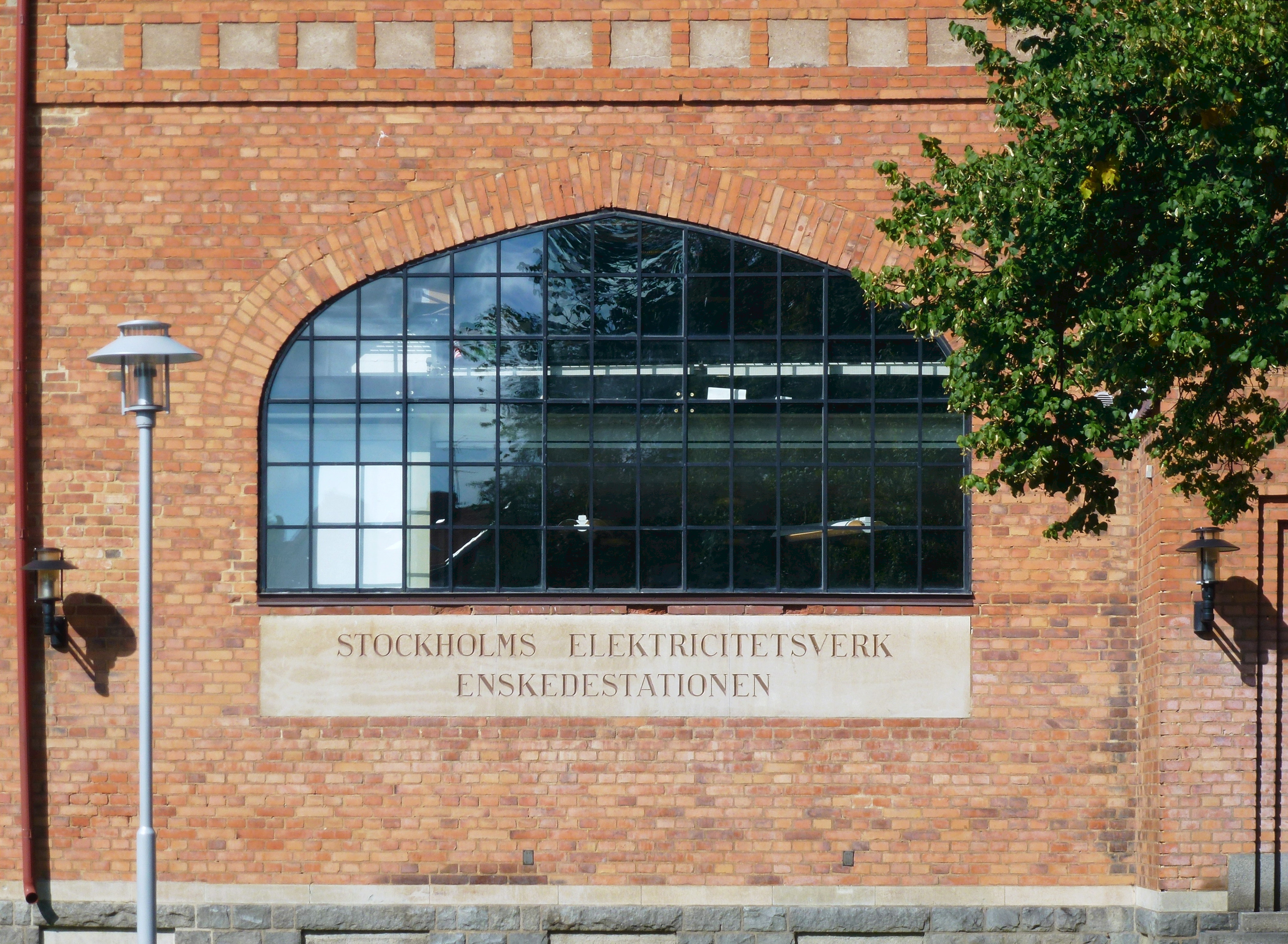
Fönstret till maskinhallen.

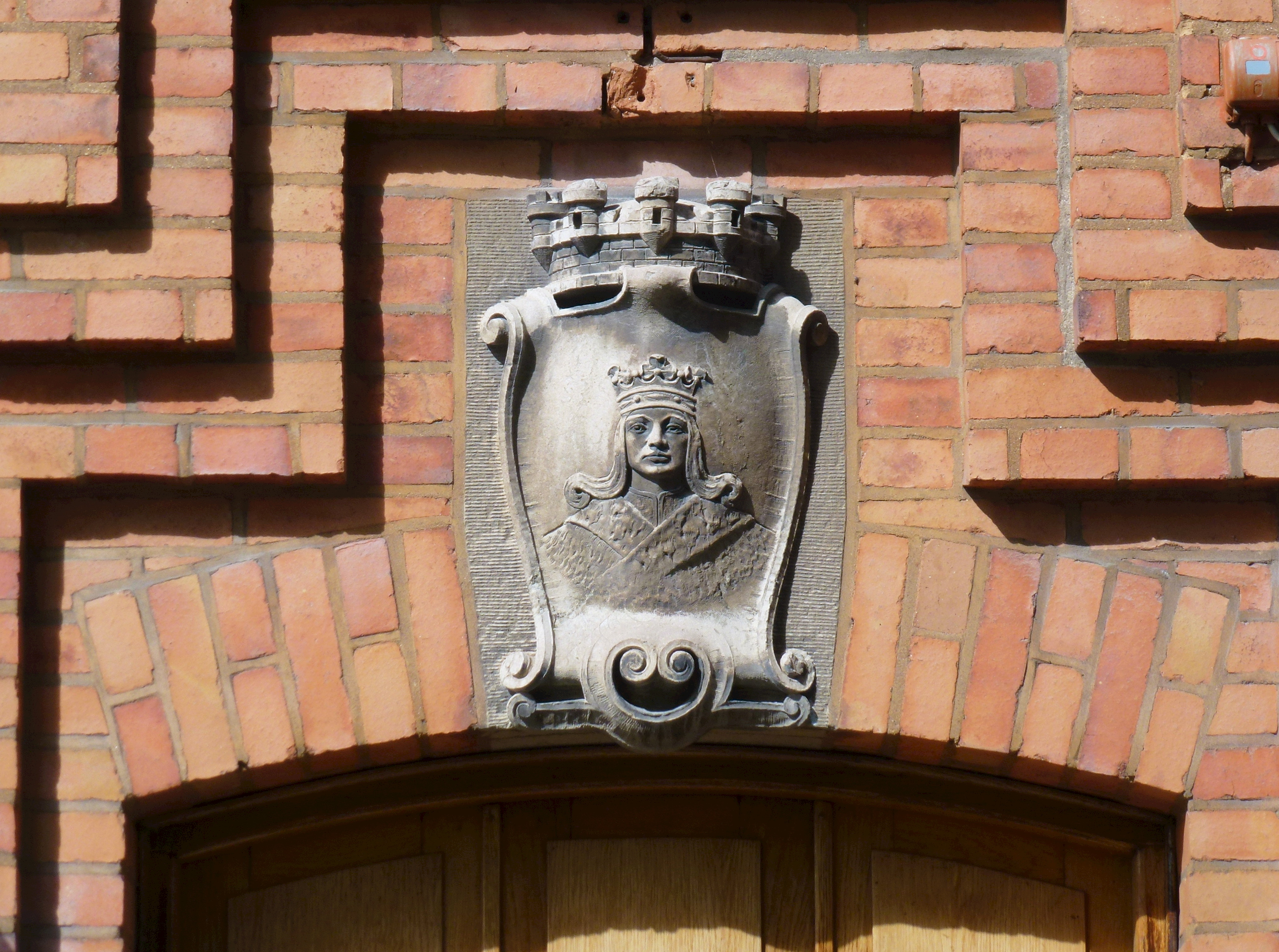
Sankt Erik över entrédörren.

Enskedestationen är en tidigare transformatorstation vid Enskedevägen 17 i stadsdelen Enskede gård, södra Stockholm. Stationen uppfördes  för dåvarande Stockholms Gas- och Elektricitetsverk och invigdes 1911. Idag finns kontor i byggnaden.

## Bakgrund
I början av 1900-talet  när Värtaverket stod färdig  (invigd 1903) skede eldistributionen i form av växelström via markkablar. Runtom i Stockholm uppfördes understationer där växelström omformades till likström. I flera stadsdelar anordnades sådana understationer bland dem  Kronobergsstationen (invigd 1903), Katarinastationen (invigd 1905), Tulestationen (invigd 1906),  och Djurgårdsstationen (invigd 1906). För att minimera ledningsförluster låg understationerna alltid nära förbrukarna. I ytterområden byggdes bland annat Lillsjöstationen (invigd 1913) och Nybohovsstationen (invigd 1914). Även Enskedestationen var en av dessa stationer som uppfördes i den växande stadens utkanter. Stationen i Enskede skulle inte bara försörja den nya förorten med elenergi utan även det nybyggda Enskede slakthus.

## Byggnad
Byggnaden är uppförd i rött murtegel med enkel utsmyckning. Enskedestationen var en likriktarstation som omformade 6 kV växelström till  2x200 Volt likström. Över entrédörren finns Stockholms vapen med Sankt Erik. Vem som var arkitekt framgår inte. Vid den tiden var Ferdinand Boberg chefsarkitekt vid Stockholms elektricitetsverk och hans närmaste medarbetare var Gustaf de Frumerie. Troligen har båda medverkat i utformningen. Anläggningen påminner en hel del om Nybohovsstationen och Lillsjöstationen. Den senare hade ritats av Gustaf de Frumerie.
Mellan 1940 och 1955 genomfördes ett antal om- och tillbyggnader, där arkitekt Sture Frölén och byråingenjör Einar Eigert var inblandade. År 1971 avvecklades den eltekniska verksamheten och huset ombyggdes till kontor. I början av 1980-talet utfördes en påbyggnad samt ombyggnad för kontor och personalutrymmen.